# Roel van Sintmaartensdijk
Roel van Sintmaartensdijk (Zuidland, 8 mei 2001) is een Nederlands wielrenner die in 2024 prof werd bij Intermarché-Wanty. Zijn oudere broer Daan is ook wielrenner.

## Carrière
Als tweedejaars junior won Van Sintmaartensdijk de openingsetappe van de Ronde van Opper-Oostenrijk. De leiderstrui die hij daaraan overhield wist hij één etappe met succes te verdedigen, maar in de laatste etappe nam Marco Brenner de trui over.
In 2021 maakte Van Sintmaartensdijk de overstap naar VolkerWessels. Namens die ploeg won hij, samen met zijn ploeggenoten, de openingsploegentijdrit in de Ronde van Zuid-Bohemen. In zijn tweede jaar bij de ploeg won hij drie races in het Nederlandse amateurcircuit: de Omloop van de Braakman, de Omloop der Kempen en de Omloop van Valkenswaard. Daarnaast was hij de beste jongere in de Olympia's Tour. In 2023, zijn laatste jaar als belofte, maakte Van Sintmaartensdijk de overstap naar Circus-ReUz-Technord. Namens die ploeg won hij in februari Brussel-Opwijk, een amateurkoers. Later dat jaar behaalde hij ook een zege op UCI-niveau: in de Ronde van Bretagne won hij de slotrit.
In 2024 werd Van Sintmaartensdijk prof bij Intermarché-Wanty, dat hem na één seizoen door liet stromen vanuit hun opleidingsploeg. In februari van dat jaar stond hij aan de start van de Muscat Classic en de Ronde van Oman. Zijn debuut in de World Tour maakte hij later die maand in de Omloop Het Nieuwsblad, waar hij op plek 116 eindigde. In mei van dat jaar maakte hij zijn debuut in een Grote Ronde: hij stond aan de start van de Ronde van Italië. In oktober van dat jaar werd hij zevende in de Elfstedenrace. Zijn tweede seizoen in dienst van het Belgische WorldTeam startte op Mallorca, waar hij deelnam aan vier manches van de Challenge Mallorca. In juli stond hij aan de start van de Ronde van Frankrijk, die hij afsloot op plek 156.

## Overwinningen
2019
1e etappe Ronde van Opper-Oostenrijk, Junioren
2021
1e etappe Ronde van Zuid-Bohemen (ploegentijdrit)
2022
Jongerenklassement Olympia's Tour
2023
7e etappe Ronde van Bretagne

## Resultaten in voornaamste wedstrijden
| Jaar | Ronde van Italië | Ronde van Frankrijk | Ronde van Spanje |
| ---- | ---------------- | ------------------- | ---------------- |
| 2024 | 104e             |                     |                  |
| 2025 |                  | 156e                |                  |

| Jaar | Gent-Wevelgem | Ronde van Vlaanderen | Parijs-Roubaix | Ronde van Lombardije | Parijs-Tours |
| ---- | ------------- | -------------------- | -------------- | -------------------- | ------------ |
| 2024 |               |                      |                | 109e                 | 50e          |
| 2025 | 93e           | opgave               | 85e            |                      |              |

## Ploegen
- 2021 –  VolkerWessels Cycling Team
- 2022 –  VolkerWessels Cycling Team
- 2023 –  Circus-ReUz-Technord
- 2024 –  Intermarché-Wanty
- 2025 –  Intermarché-Wanty

Braet · Busatto · Calmejane · Colleoni · De Pooter · Faure Prost · Girmay · Goossens · Herregodts · Kuypers(vanaf 4/4) · Marit · Meintjes · Mihkels · Page · Paquot · Petilli · Petit · Planckaert · Rex · Rota · Smith · Taaramäe · Teunissen · Thijssen · van der Hoorn · Van Hoecke · van Poppel · van Sintmaartensdijk · Zimmermann · Dolven(stagiair)